# مژانی
مژانی (به چکی: Mžany) یک منطقهٔ مسکونی در جمهوری چک است که در ناحیه هرادتس کرالووه واقع شده‌است. مژانی ۴۲۹ نفر جمعیت دارد.